# Utsikt (tidskrift)
Utsikt var en svensk tidskrift utgiven 1948–1950 av Bonniers förlag.
Den efterträdde 40-tal och blev liksom sin föregångare det ledande organet för sin tids unga litteratur och litteraturkritik, men ägnade även mer utrymme åt konst och musik. Redaktör var Axel Liffner och medverkande författare var bland andra Werner Aspenström, Lars Forssell, Lars Gyllensten, Folke Isaksson och Gösta Oswald. Den ersattes av tidskriften Femtital.

## Källa
- Svenskt Litteraturlexikon, 1970